# Herz-Jesu-Kirche (Glisno)

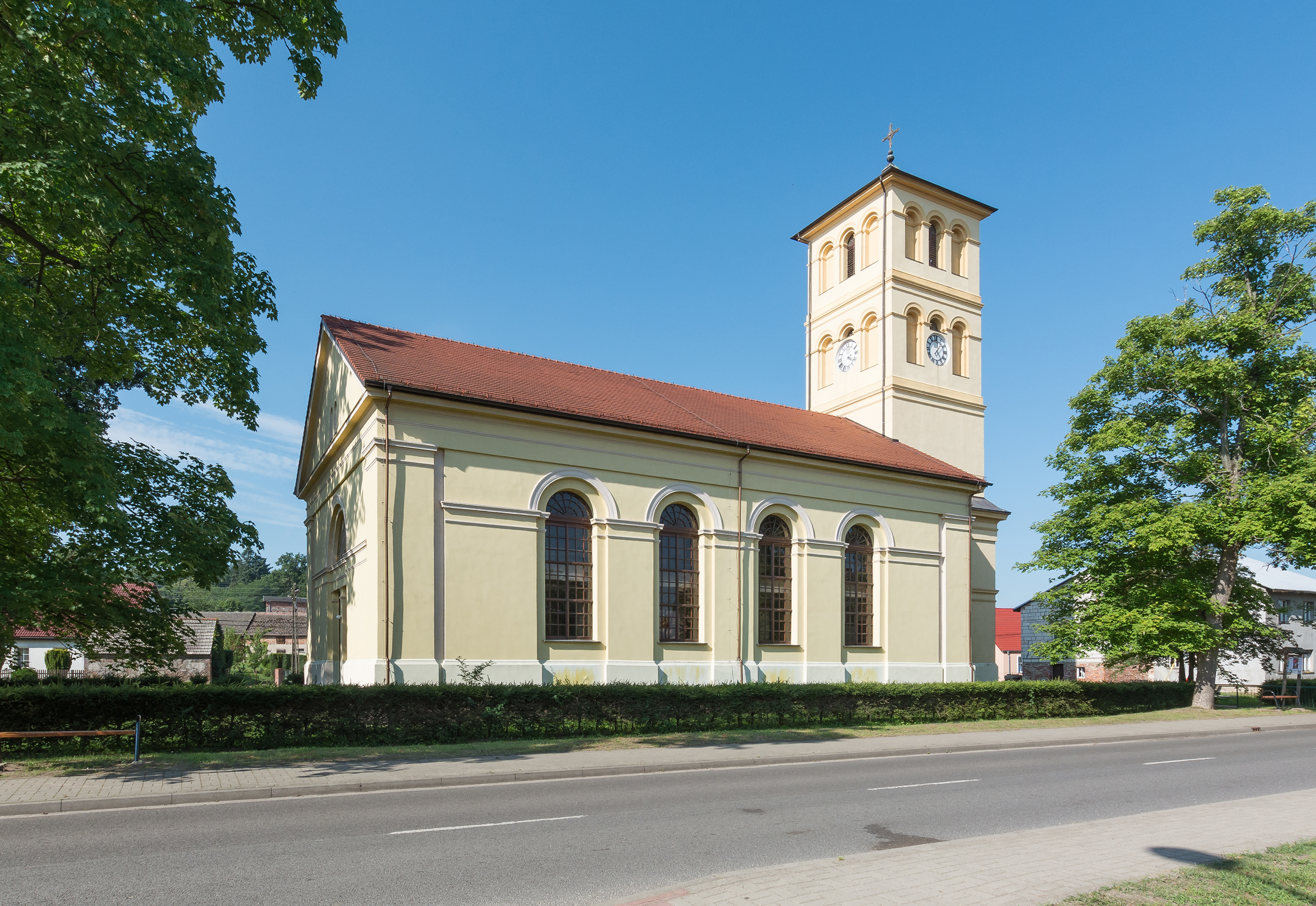
Herz-Jesu-Kirche in Glisno

Die Herz-Jesu-Kirche, auch Kirche des Heiligsten Herzens Jesu ist eine römisch-katholische (bis 1945 evangelische) Kirche im Dorf Glisno (deutsch Gleißen) im Kreis Sulęcin in der polnischen Woiwodschaft Lebus. Sie ist eine Filialkirche von Trzemeszno (Tremessen) im Dekanat Sulęcin im Bistum Zielona Góra-Gorzów.

## Geschichte
Die Kirche wurde nach Planungsbeginn 1830 nach einem Entwurf von Karl Friedrich Schinkel in der Nähe des Platzes einer nicht mehr bestehenden Fachwerkkirche aus dem Jahr 1677 gebaut und am 17. September 1837 als evangelische Kirche eingeweiht. An ihrer Stelle befand sich einst der Dorfteich des Ortes. Sie ist die einzige bekannte Kirche der Region, die von einem jüdischen Bürger gestiftet wurde. Der Unternehmer Israel Moses Henoch, der als Rittergutsbesitzer auch das Kirchenpatronat innehatte, fand seine Ehrung (mit Inschrift und Porträt) in der Kirche.

### Vor dem Zweiten Weltkrieg
In den 1930er Jahren zerstörten die Nationalsozialisten die Ehrung für Israel Moses Henoch.

### Nach dem Zweiten Weltkrieg
Bis 1945 hatte die Kirchengemeinde zur Kirchenprovinz Mark Brandenburg in der Evangelischen Kirche der altpreußischen Union gehört. Nach der Vertreibung der deutschen Bevölkerung übernahm die römisch-katholische Kirche das Gebäude, und die Umwidmung der protestantischen Kirche erfolgte am 25. Mai 1946.
Im Jahr 2001 begann man mit der Sanierung des Glockenturms, 2006–2007 folgten entsprechende Maßnahmen für die gesamte Kirche.

## Außenbau

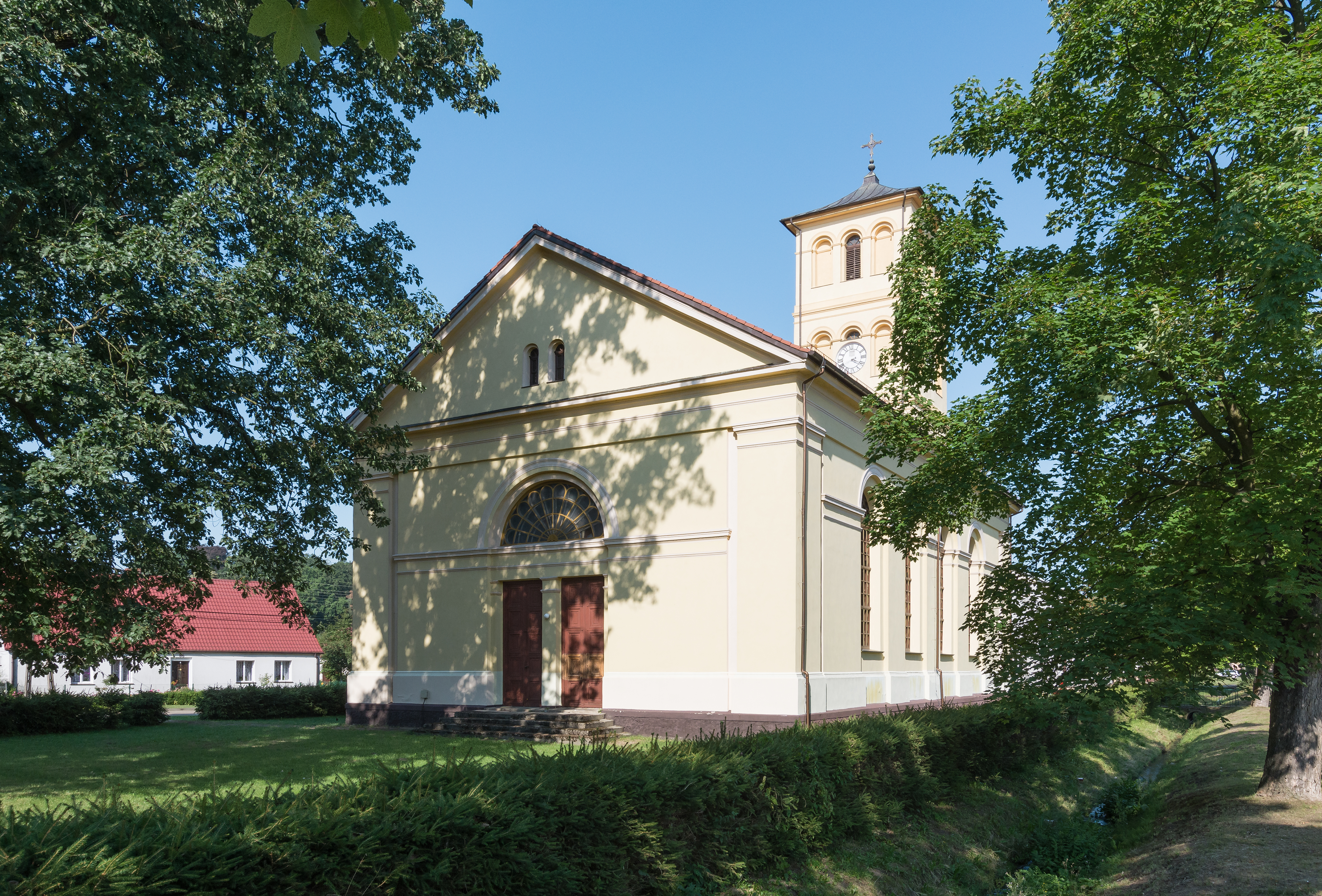
Chorseite mit Rundbogenfenster und Doppeltür (Aufnahme 2018)

Die Kirche wurde auf rechteckigem Feldstein-Sockel in verputztem Backstein-Mauerwerk mit Satteldach im typisch klassizistischen Stil Schinkels. An der Westseite schließt sich ein vierseitiger Turm (auf Mittelschiffbreite) mit einem flachen Zeltdach und eingangsseitiger Turmuhr (heute umlaufende Uhren) ans Kirchenschiff an. Der Eingang und der ostseitige Chorabschluss haben je eine Doppeltür mit einem darüber liegenden Halbrundfenster. Die Längsseiten des Kirchengebäudes zieren je vier hohe Rundbogenfenster, die Wände waren mit einer leichten Putzquaderung versehen. Die Eckpilaster des Hauptschiffs tragen die Hauptbalken (Architrave) des Dachs. Der Turm besteht aus drei Geschossen, die Haupthalle mit je einem Rundbogenfenster ist etwas breiter ausgelegt, im zweiten Obergeschoss befinden sich die Uhrziffernblätter. Je Turmseite sind sechs Rundbogenfenster teils nur als Blenden angedeutet und im dritten Obergeschoss, dem Glockengeschoss, sitzt je ein Schallfenster.

## Innenraum

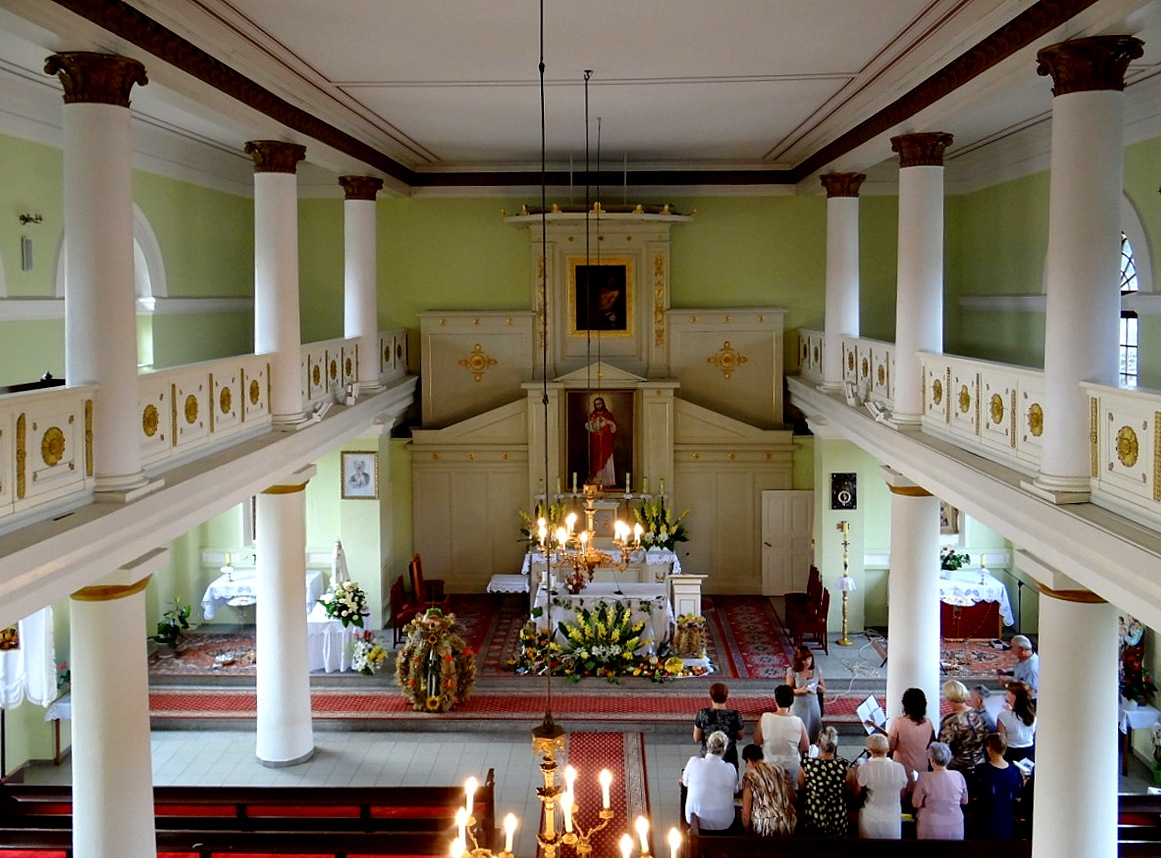
Innenraum

Der saalartig Kircheninnenraum erweckt den Eindruck dreier Räume, erzeugt durch jeweils eingezogene Emporen. Diese ruhen auf toskanischen Säulen, und die Brüstungssegmente enthalten aufgesetzte Rosetten. Der Kirchsaal besaß eine Holzdecke und eine Orgelempore mit Orgelprospekt. Die Farbgestaltung wird wie folgt beschrieben:

„Das Innere ist steingrün gehalten, wogegen 20 weiße und gelb gehaltene Säulen mit ihren reichen Capitälern und den Verzierungen der Brüstungen königl. Inspectors, Herrn Gropius zu Berlin, einen überraschenden Eindruck gewähren. Besonders erhebend ist der Anblick der weiß calkierten, mit vielen vergoldeten Arabesken versehen, sowie mit einem ausgezeichnetem Bilde (einem Ecce Homo von Guercino) bereicherter Altars, nebst der der gleich schön verzierten Kanzel, welche beide mit carmesinrothen, goldgestickten Bedeckung und Einlassungen geschmückt sind.“

Die Herz-Jesu-Kirche in Glisno steht heute unter Denkmalschutz und gehört zum Europäischen Kulturerbe. (Haager Konvention zum Schutz von Kulturgut bei bewaffneten Konflikten; polnische Denkmalnummer KOK-I-541/63 vom 30. Mai 1963 und 61 vom 28. Oktober 1976)

## Ausstattung

### Inventar bis 1945 aus der Vorgängerkirche

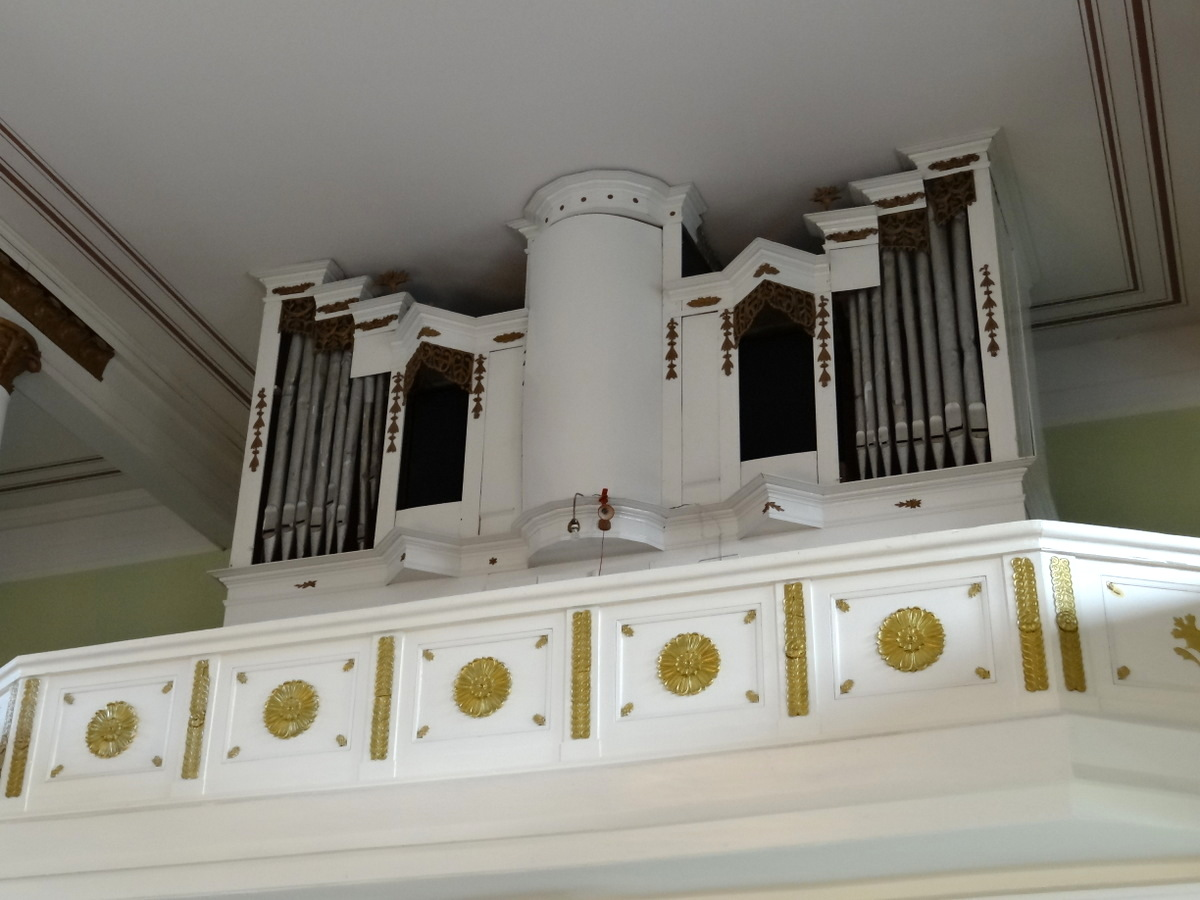
Orgelgehäuse

Der Altar und die Kanzel aus der Vorgängerkirche wurden nach Költschen (Kołczyno) ausgelagert und gelten als verschollen.
- spätbarocke, 18 Register umfassende Pfeifenorgel mit mechanischer Traktur
- sechseckiges hölzernes Taufbecken von aus dem Jahr 1582
- silberner, vergoldeter sechseckiger Kelch (16,4 cm hoch) mit gravierter Inschrift Jhesu aus dem 15. Jahrhundert
- Patene (Durchmesser 14 cm) mit eingraviertem Kreuz und der Darstellung manus Die
- silberner, vergoldeter sechseckiger Kelch (Höhe 21 cm) mit den Gravuren MICVD und INRI aus einer Frankfurter Werkstatt, Inschrift am Kelchfuß Diesen Kelch hat der edle und erendveste Christoff von Waldow und seine liebe Hausfraw Margareta geborene Loeben in die Kirche gegeben Got zu einem Lob Opffer und Gedechtnis das Got ihnen und ihren lieben Kindern aus vielfeltiger Not geholfen hat. Anno 1587
- Zinnkelch mit rundem Ausguss (Höhe 22 cm), datiert auf das 18. Jahrhundert
- sechseckige Zinnflasche (Höhe 24 cm) mit Jahreszahlgravur 1768 und Inschrift auf der Unterseite GES-Pastor
- Zinnteller (Durchmesser 21 cm) vom Anfang des 19. Jahrhunderts
- hölzernes Altarkreuz mit vergoldetem Korpus (Höhe 62 cm)
- vier hölzerne vergoldete Kerzenständer mit unterschiedlich gestalteten Schäften, das erste Paar mit einer Höhe von 94 cm, das zweite mit einer Höhe von 74 cm
- kleine Holzkassette mit Metallbeschlägen
- Holzepitaph zum Gedenken an die Gefallenen der preußischen Befreiungskriege

### Inventar bis 1945 aus der Bauzeit
- Sitzbänke, Türen und Keramik-Bodenbelag
- Porträt von Israel Moses Henoch (Öl auf Leinwand, 65 cm × 55 cm) im vergoldeten Stuckrahmen, mit einer Inschrift, die sich auf die Stiftung der Kirche bezog
- Kirchenkrug (Höhe 40 cm) aus Zinn mit Deckel und Henkel, mit Löwenmaske als Verzierung; Der Krug wurde im Heimatmuseum in Zelenzig (Sulęcin) verwahrt und trug folgende Gravierung „Zum Andenken der verstorbenen Madam Henoch, den 14ten November 1828. WP JD WK MM“.

## Glocken
Bis zum Zweiten Weltkrieg waren zwei historische Glocken im Turm aufgehängt und gelten seitdem als verschollen. Eine Glocke mit dem Durchmesser von 105 cm wurde 1615 im Auftrag der Familie von Waldow von Otto Albers in Landsberg an der Warthe (Gorzów Wielkopolski) gegossen.
Eine zweite Quelle gibt an, dass die Glocken von Otto Albrecht (Albers, Albres) schon 1605 gegossen wurden und die Inschrift „Meister Albers aus Lansberg“ trugen.